# История США (1918—1945)
История США 1918—1945 гг. покрывает периоды ревущих двадцатых, Великой депрессии и Второй мировой войны.
После Первой мировой войны США отвергли Версальский договор и отказались присоединиться к Лиге Наций. Летом 1920 года Восемнадцатой поправкой к конституции в стране был введён сухой закон. Потребление спиртного уменьшилось, но не прекратилось, повсюду появились заведения, в которых тайно продавали спиртные напитки, поставляемые контрабандой организованной преступностью. Влияние и богатства преступных группировок серьёзно выросли.
В 1920-х годах Америка вступила в период процветания. Экономика быстро росла за исключением сельского хозяйства и угледобывающей промышленности, ощущавшей все более жесткую конкуренцию со стороны нефтедобывающей отрасли. Цены были относительно стабильными, а валовой национальный продукт непрерывно возрастал. США оказывали помощь в восстановлении европейской экономики по планам Дауэса и Юнга. В то же время были приняты законы по ограничению иммиграции из Европы.
Экономическое процветание закончилось в 1929 г., когда произошёл биржевой крах, начавший Великую депрессию. Меры, принятые федеральным правительством, помогли нации пережить её, но экономика оставалась в упадке все 1930-е годы. Лишь к 1940 г. валовой внутренний продукт достиг уровня 1929 г.
В эту эпоху в американском общественном мнении господствовал изоляционизм. Тем не менее после оккупации Франции гитлеровской Германией в 1940 г. США начали готовиться к новой мировой войне и оказывать экономическую поддержку Великобритании, Китаю и, с 1941 г., СССР. Начало войны для США было внезапным, атакой японских вооружённых сил на американскую военную базу Пёрл-Харбор на Гавайях. В 1943 г. вторжение англо-американских войск в Италию привело к её переходу на сторону союзников. Германия и Япония капитулировали в 1945 г. после опустошения своей территории и исчерпания людских ресурсов, в то время как США во время Второй мировой войны стали намного богаче и сильнее.

## После первой мировой войны
В течение 1919 г. в США было неспокойно. Демобилизованные солдаты, возвращавшиеся из Европы, не могли найти работу. Под влиянием европейских революций рабочие бастовали (одной из самых крупных была Сиэтлская всеобщая забастовка). Во многих городах имели место столкновения на почве расовой неприязни, такие как массовые беспорядки в Чикаго. Радикалы взрывали бомбы на Уолл-стрит.

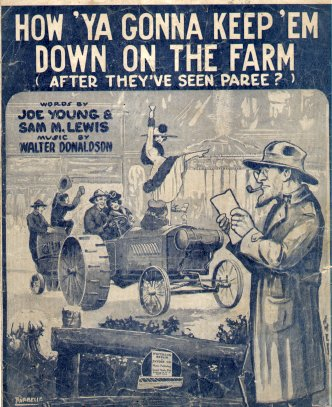
Обложка грампластинки 1919 г.

Американские социалисты были готовы отозваться на призыв Ленина к мировой революции, что породило в США первую волну массового антикоммунизма (вторая имела место после Второй мировой войны). В мае 1919 г. в Кливленде (Огайо) состоялась демонстрация протеста против ареста одного из лидеров социалистов Юджина Дебса, закончившаяся массовыми столкновениями. В ответ на эти акции социалистов и многочисленные взрывы, устроенные анархистами, генеральный прокурор США Александр Палмер организовал серию силовых акций известных как рейды Палмера. К 1920 г. было арестовано около 10 тысяч человек, из них иностранцы были депортированы из страны. Наиболее известной из них является анархистка Эмма Гольдман, высланная в Советскую Россию.
В популярной песне того времени о демобилизованных солдатах, возвращавшихся из Европы, пели: «Как вы собираетесь удержать их на фермах после того, как они видели Париж?» Действительно, многие бывшие солдаты не вернулись на свои фермы, а предпочли поселиться в городах. Однако на американском сельскохозяйственном производстве отток рабочих рук не сказался ввиду появления на селе тракторов и другой техники, значительно увеличившей производительность труда оставшихся фермеров.
В 1919 г. президент Вильсон пытался убедить Америку вступить в Лигу Наций, но безуспешно. К концу войны он потерял популярность, а изматывающая пропагандистская кампания лишила его физических сил и пошатнула здоровье. Переживавшая тяжёлый экономический кризис Германия была неспособна выплачивать репарации, наложенные на неё по Версальскому договору. Чтобы восстановить немецкую экономику, США и другие страны предоставили Германии заём и рассрочку по выплатам по плану Дауэса. Одновременно с выплатами репараций были облегчены выплаты по кредитам, которые США во время войны предоставляли своим союзникам.
После длительной пропагандистской кампании к 1920 г. специальной поправкой к Конституции в США было введено избирательное право для женщин. Соответственно, с учётом мнения избирательниц, изменились избирательные программы кандидатов в Конгресс и в президенты. Они стали включать проблемы разоружения, детского труда, пенсионного обеспечения многодетных матерей и домохозяек, сухой закон. Лишь очень немногие женщины не только участвовали в голосованиях, но и выдвигали свои кандидатуры на выборные государственные должности.

## Ревущие двадцатые
Избиратель устал от войны, бомбистов, социалистов, расовых волнений и реформ, проводимых президентом Вильсоном. В 1920 г. на президентских выборах победил кандидат от республиканцев Уоррен Гардинг, обещавший возвращение к «нормальной жизни».

### Процветание
За исключением непродолжительной рецессии 1920—1921 гг. в 1920-х годах в США наступил период длительного процветания. Особенно бурным было развитие новых отраслей промышленности: кинопродукции, автомобильной, нефтяной, строительства дорог и жилья, а также туризма. В меньшей степени процветание распространялось на угледобычу и сельское хозяйство. Как заявлял президент Кулидж, главное дело Америки — бизнес. Даже правительственные органы, созданные во время правления предыдущих администраций для управления бизнесом, попали под контроль бизнесменов. Если ранее американские прогрессисты боролись с засилием монополий, то теперь прогресс Америки связывали именно с развитием бизнеса.
Энергетика, особенно нефтяная и электрическая, была ключом к дальнейшему развитию американской экономики. По мере того, как электрификация доходила до всех городов и селений США, возникал спрос на электрические лампочки, холодильники и тостеры. На фабриках и заводах устанавливали электромоторы. После нефтяного бума в Техасе, Оклахоме и Калифорнии США стали доминировать на мировом рынке продаж нефти, значение которой с распространением автомобилей непрерывно возрастало.

### Профсоюзы
Во время Первой мировой войны в США быстро росла численность профсоюзов, их доходы и влияние. Федеральное правительство временно гарантировало им заключение коллективных договоров с предпринимателями. Инфляция в годы войны была высокой, но заработная плата росла ещё быстрее, чем цены. Лишь в автомобильной и сталелитейной промышленности профсоюзы были слабыми, а в остальных отраслях, особенно в строительстве и на железных дорогах влияние профсоюзов, входящих в Американскую федерацию труда, было одним из определяющих факторов. Общая численность американских профсоюзов выросла от 2,7 миллиона членов в 1914 г. до 5 миллионов к 1919 г. Забастовочное движение охватило железные дороги, производство угля, стали, а также лёгкую и пищевую промышленность. Но после 1919 г. на фоне общего процветания как забастовочное движение, так и численность профсоюзов упали. До 1935 г. последняя сохранялась на уровне около 3,5 миллионов человек.
За период с 1918 по 1945 гг. реальная заработная плата удвоилась, но за 1920-е годы она выросла лишь на 22 %, после чего упала в годы Великой депрессии, и её дальнейший рост в основном пришёлся на годы Второй мировой войны.

### Эра джаза
Эпоха 1920-х годов известна также как эра джаза. Сильно изменились моды. Молодёжь, особенно женщины, экспериментировали с одеждой и сексуальными предпочтениями, юбки укоротились и стали открывать ноги до колена, появились женские брюки и причёска в стиле «вамп». Кинофильмы, вначале немые, а к концу 1920-х — и звуковые, стали популярным способом проведения досуга. Кинозвёзды стали героями публики наряду со знаменитыми боксёрами, теннисистами и футболистами.

### Сухой закон

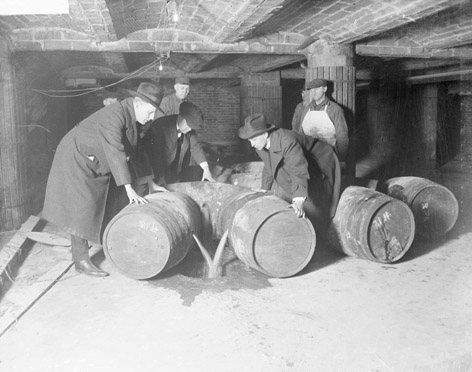
Правительственные агенты уничтожают бочки алкогольных напитков. Чикаго, 1921 г.

К 1920 г. производство, продажа, импорт и экспорт алкогольных напитков в США были запрещены. Сторонники сухого закона хотели не столько сократить потребление алкоголя населением, сколько лишить политических коррупционеров возможности влиять на население через питейные заведения. Большинство штатов не только ввело сухой закон, но и позволило федеральным агентам проводить мероприятия по розыску и изъятию спиртных напитков на своей территории. Употребление или владение спиртными напитками для частных лиц не было запрещено, но их изготовление или продажа стали незаконными.
Большинство историков считает, что введение сухого закона было ошибкой, так как оно усилило преступные группировки, занимавшиеся контрабандой спиртного. На федеральном уровне сухой закон в США был отменён в 1933 г., хотя в некоторых штатах он сохранялся и позднее.

### Федеральное правительство

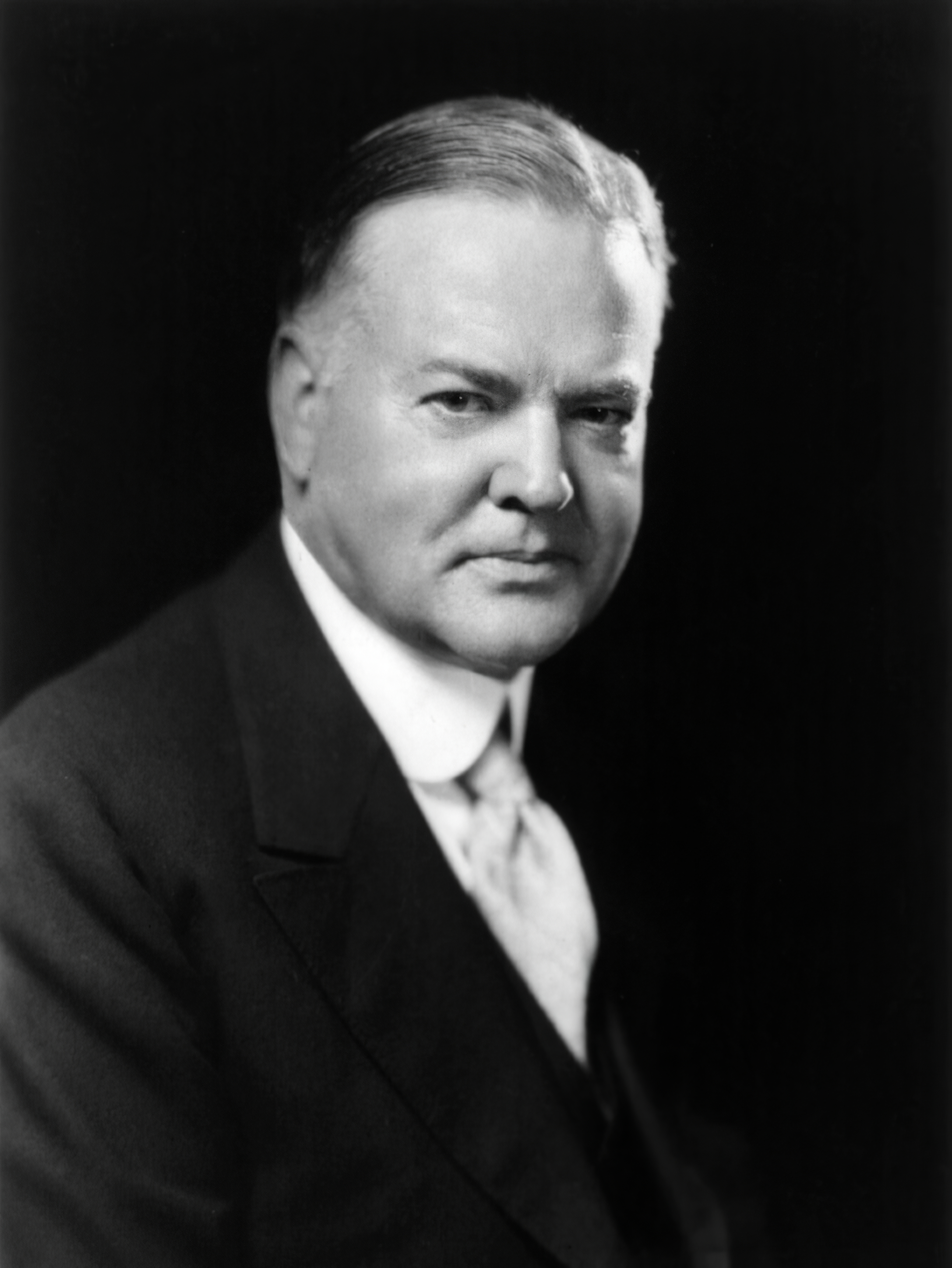
Президент Гувер

Хотя в ретроспективе 1920-е годы часто считают последним периодом в истории США, когда капиталистический строй в этой стране оставался нерегулируемым господством баронов-разбойников, роль федерального правительства продолжала усиливаться. Кроме надзора за соблюдением сухого закона, правительство приняло на себя новые функции и обязательства, например, создание и поддержание федеральной сети шоссейных дорог и радиочастот.
Авторитет администрации президента Гардинга к концу его правления был серьёзно поколеблен коррупционным скандалом, который, возможно, ускорил его смерть от болезни сердца. Его пост занял вице-президент, а с 1924 г. — избранный президент Калвин Кулидж. Последний был безукоризненно честным и строгим пуританином, и его администрация выгодно отличалась от увлекающейся выпивкой, женщинами и азартными играми администрации Гардинга. Когда Кулидж отказался участвовать в президентских выборах 1928 г., республиканская партия выдвинула кандидатуру его министра торговли, инженера по образованию Герберта Гувера.
Гувер был технократом и презирал политику. По его мнению, экономику двигали индивидуализм и предприимчивость бизнесменов, которые не нуждались в регулировании со стороны правительства. Гувер верил, что приближается эпоха, когда наступит всеобщее изобилие, и в Америке не останется бедняков. Но через год после его вступления в должность началась Великая депрессия, и бедняки, лишившиеся своих жилищ, вынуждены были массами селиться в хижинах из деревянных и картонных коробок из-под товаров, скопления которых на городских окраинах в его честь прозвали «гувервиллями». Попытки Гувера справиться с кризисом ни к чему не привели. Как впоследствии поступал и президент Франклин Рузвельт, Гувер стимулировал финансирование федеральными и местными властями строительства публичных зданий, дорог и мостов. Наиболее известным из таких проектов стала Плотина Гувера на реке Колорадо. Но из-за кризиса сбор налогов быстро падал, и финансирование правительственных проектов сокращалось вместе со сжатием налоговой базы и бюджета. Пытаясь преодолеть бюджетный кризис, власти провели Закон Смута-Хоули о тарифе, но Канада и другие страны ответили на повышение тарифов в США аналогичными мерами, и американские импортно-экспортные операции сократились на две трети, что привело к дальнейшему сокращению поступлений в бюджет. Серьёзного ущерба из-за этого не было только потому, что доля поступлений от таможенных сборов в бюджете США не превышала 5 %.

## Великая депрессия

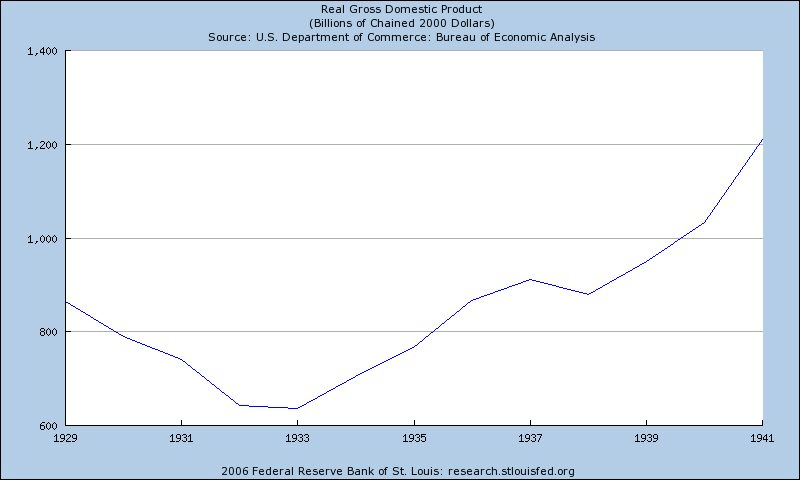
Валовой внутренний продукт США в 1929—1941 гг.

Историки и экономисты до сих пор не пришли к единому мнению о причинах Великой депрессии. Известно только, что она началась в конце 1929 г. с биржевого краха. В отдельных секторах экономики признаки неблагополучия отмечались и ранее.
События в США запустили механизм экономического кризиса и в других странах мира. Началась дефляция, сворачивание производства, резко увеличилась безработица. В США она с 3 % в 1929 г. поднялась до 25 % в 1933 г., в то время как объём производства уменьшился на треть.
В сельских районах Великих Равнин случилась засуха, которая, в сочетании с недостатками в сельскохозяйственной практике, приведшим к обширной эрозии почвы, вызвала экологическую катастрофу. Города на протяжении нескольких лет засыпали пылевые бури. Население, лишаясь жилья и средств к существованию в Пыльном котле, мигрировало далее на запад, преимущественно в Калифорнию, берясь за любую низкооплачиваемую работу и сбивая там уровень заработной платы, и без того невысокий из-за экономического кризиса. Местные власти искали выход из положения в депортации нелегальных иммигрантов из Мексики.
На американском Юге и без того хрупкая экономика переживала коллапс. Сельские жители массами мигрировали на Север в поисках работы в индустриальных центрах, в частности, Детройте. В районе Великих озёр фермеры, страдая от понижения цен на свою продукцию, заваливали суды делами о частных банкротствах.
В других странах мира правительства искали выход из создавшейся ситуации, экспериментируя с регулированием экономики: защищая внутренний рынок повышением таможенных тарифов, введением квот на импорт и заключением международных соглашений о бартерном обмене. Нацистская Германия поднимала свою экономику за счёт правительственных заказов на вооружения, введения общественных работ и воинской обязанности, что выводило часть мужского населения из экономической деятельности и уменьшало безработицу. Италия, которая при Муссолини превратилась в корпоративное государство, усиливала государственный контроль за экономикой. Часть экономистов усматривала средство выхода из кризиса во введении плановой экономики, как в Советском Союзе.

### Новый курс

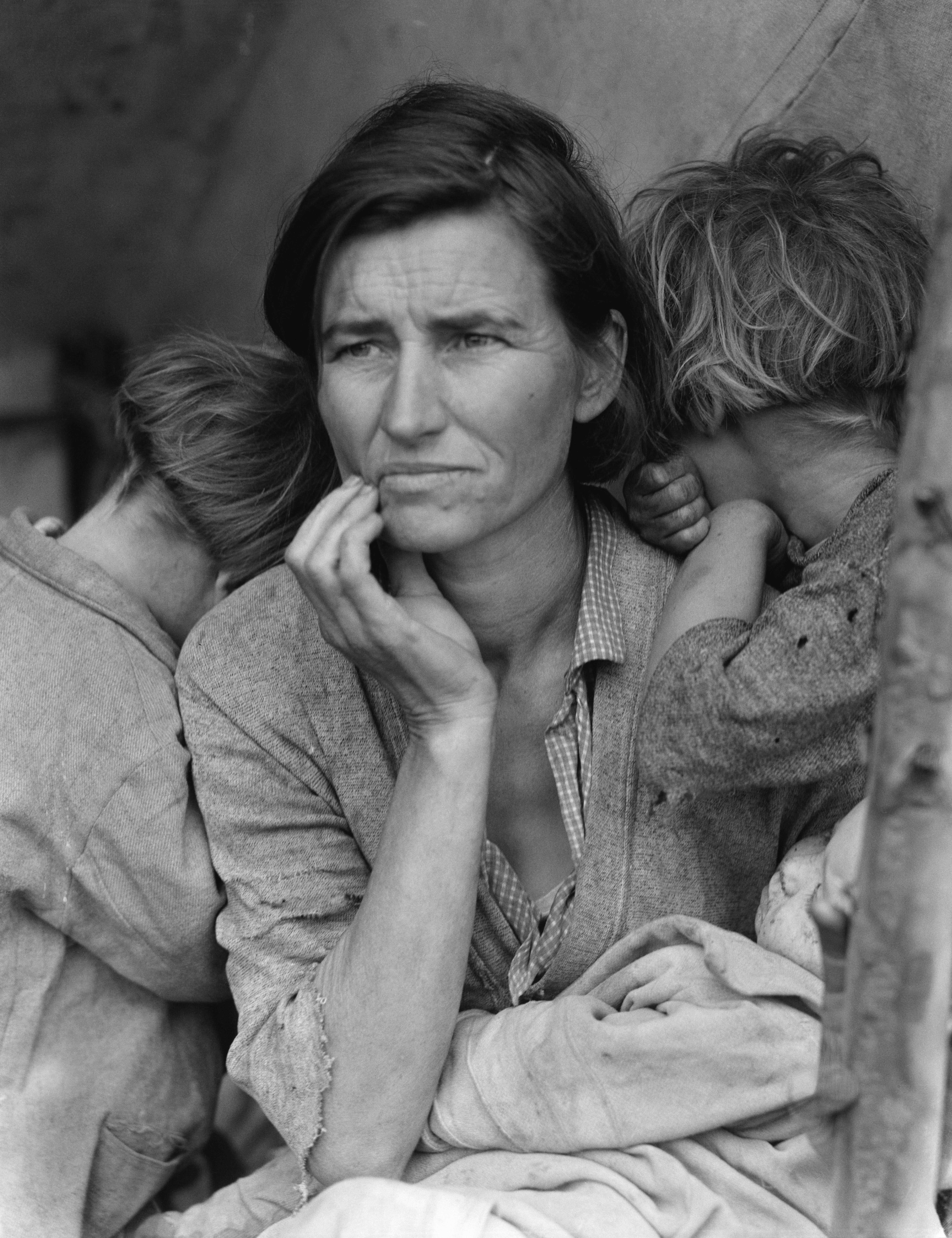
Мигранты, мать 32 лет с семью детьми на сборе урожая гороха в Калифорнии. Фото Д.Ланж, Калифорния, 1936 г.

В 1933 г. к власти пришёл президент Франклин Рузвельт, кандидат от демократической партии, который предложил американскому народу «новый курс», как стали впоследствии называть его политику. Республиканцы, которых обвиняли если не в наступлении экономического кризиса, то в неспособности справиться с ним, на президентских выборах 1932 г. потерпели сокрушительное поражение и много лет не могли впоследствии занять Белый дом. Успех «Нового курса» был таков, что Рузвельт стал единственным в истории США президентом, которого переизбирали четыре раза подряд, и он оставался у власти до самой своей смерти в 1945 г.

#### «Банковские каникулы» и Чрезвычайный закон о банках
Уже через два дня после инаугурации 6 марта 1933 г. Рузвельт закрыл все банки США на четыре дня, за которые Конгресс должен был принять закон об реформе банковской сферы. На фоне массового недоверия к банковской системе «каникулы» стали передышкой, в течение которой были приостановлены все банковские и деловые операции. Многие штаты к этому времени уже закрыли банки на своей территории, пытаясь сбить панику и волну массового изъятия вкладов.
Через три дня Рузвельт послал в Конгресс проект Чрезвычайного закона о банках. Этим законом Министерство финансов США наделялось чрезвычайными полномочиями для инспекции всех банков до того, как им разрешалось вернуться к своей обычной деятельности, и для их реорганизации, если дела банка были совсем плохи. Конгресс принял закон после всего четырёх часов обсуждения. В течение трёх последующих дней три четверти банков вновь открылись, а в течение месяца в их хранилища поступило около миллиарда долларов. Так был преодолён банковский кризис.
В июне 1933 г. был принят Закон Гласса-Стиголла, которым банковская реформа была продолжена. Принимаемые по этому закону меры должны были предотвратить новое распространение паники среди вкладчиков. Кроме того, была отменена привязка доллара к цене на золото, что привело к его девальвации, но стабилизировало экономическую ситуацию. В то же время доллар оставался привязан к цене на серебро до 1971 г.

#### Акт об экономии
На следующий день после принятия Чрезвычайного закона о банках Рузвельт послал в Конгресс новый закон, которым попытался сбалансировать государственный бюджет. Потратив средства на поддержание банковской системы, он сократил заработную плату государственных служащих и на 15 % уменьшил размер пенсий, выплачиваемых ветеранам Первой мировой войны. В противном случае дефицит бюджета вызвал бы инфляцию и подорвал доверие к новой администрации. Несмотря на протесты некоторых конгрессменов-прогрессистов, закон об экономии также был принят Конгрессом почти мгновенно.

#### Программы для фермеров
Среди новых законов администрации Рузвельта не последним стал акт о программе помощи фермерам, принятый в мае 1933 г. Она предусматривала выплаты фермерам за сокращение сельскохозяйственного производства, что, по мнению администрации, должно было поднять цены на продовольствие до уровня, обеспечивающего рентабельность сельского хозяйства.
Наиболее непопулярным последствием этого закона было уничтожение значительного количества посевов и поголовья скота в то самое время, когда многие семьи голодали. Тем не менее, в то время многие считали, что закон впервые за много лет способствовал стабилизации положения в сельском хозяйстве.

#### «Алфавитный суп»
Кроме специальной администрации по делам фермеров Рузвельт для управления экономикой учредил целый ряд правительственных агентств, получивший название «алфавитный суп». В частности была создана Комиссия по ценным бумагам и биржам. Наиболее успешной инициативой президента Рузвельта считается помощь безработным, которых по заказу федерального правительства привлекали к работе в Гражданском корпусе охраны окружающей среды и ряде других правительственных служб.

### Рабочее движение

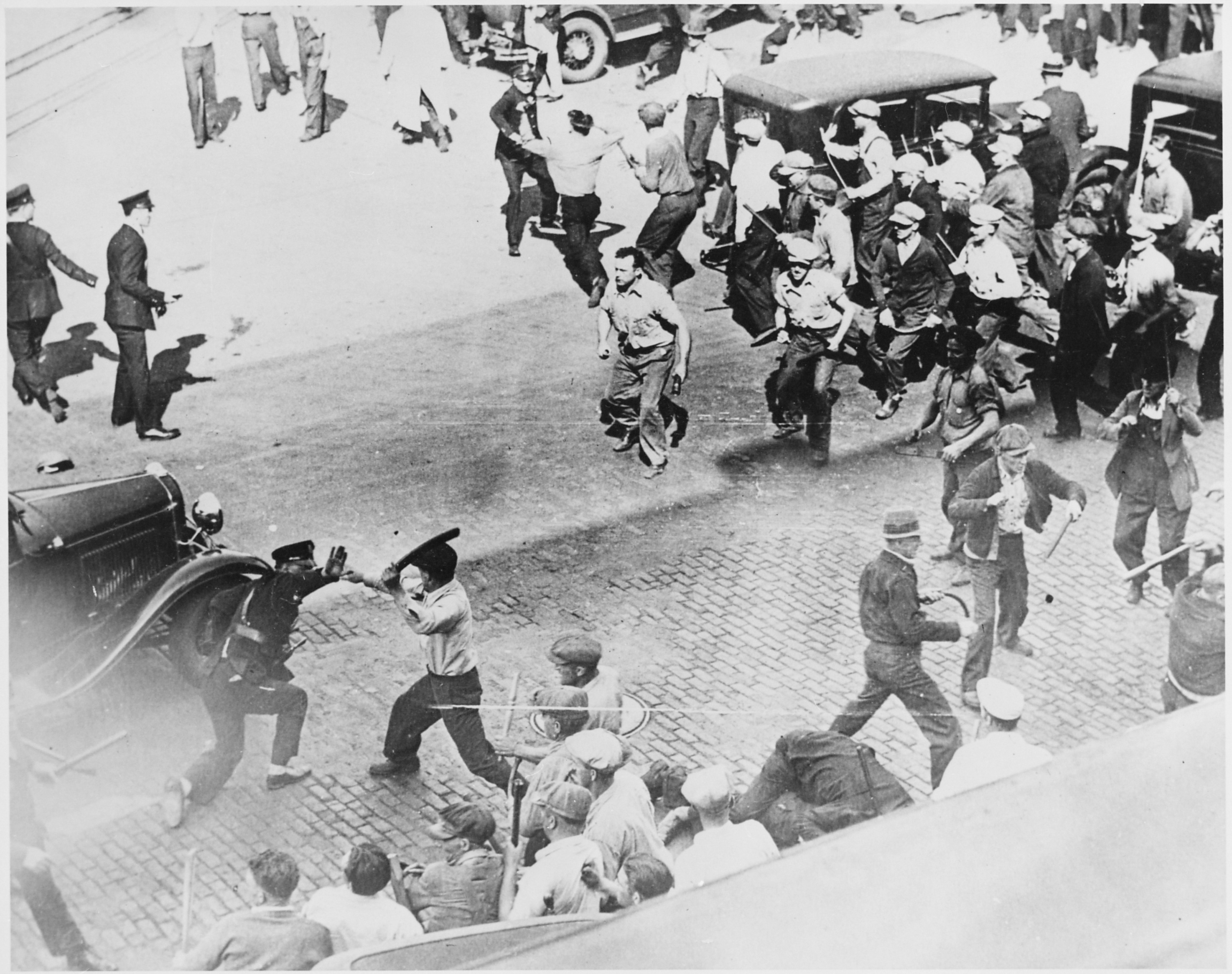
Столкновения рабочих и полиции в Миннеаполисе в июне 1934 г.

Во время первого президентского срока Рузвельта в США имели место массовые волнения среди рабочих. Только в 1934 г. состоялась крупная забастовка на западном побережье, в ходе которой рабочие Сан-Франциско бастовали в течение четырёх дней, забастовка в Миннеаполисе, из-за которой там было введено военное положение, забастовка текстильных рабочих восточного побережья, в которой участвовали сотни тысяч человек.
Однако к 1930-м годам тон в рабочем движении Америки задавали уже не коммунисты и Индустриальные рабочие мира, а консервативная Американская федерация труда. Она опосредовала отношения между рабочими и предпринимателями в духе сотрудничества. В 1935 г. пять профсоюзов выделились из Федерации в отдельный Конгресс производственных профсоюзов США. Конгресс профсоюзов добился уступок от предпринимателей в сталелитейной и автомобильной промышленности, и к 1941 г. добился признания даже от Генри Форда, который последним из крупных промышленников согласился на переговоры с профсоюзами.

### Вторая мировая война и конец Великой депрессии
В конечном счёте Великая депрессия закончилась в Америке лишь с началом Второй мировой войны. Администрация начала финансирование военных заказов, что позволило экономике справиться с трудностями. С 1939 по 1944 гг. производство выросло почти в два раза. Безработица упала с 14 % в 1940 г. до менее 2 % в 1943 г., хотя трудовые ресурсы выросли на 10 миллионов человек.

## Вторая мировая война

### Война и международная политика
Традиционно американцы тяготели к изоляционизму, и поначалу США не спешили участвовать во Второй мировой войне, ограничиваясь экономической поддержкой Великобритании, Китаю и СССР по программе ленд-лиза. Однако в ответ на внезапное нападение японцев на Пёрл-Харбор, настроения американцев переменились. Во время войны в армию было призвано или вступило добровольцами 16 миллионов мужчин и 300 тысяч женщин. В 1942 г. США добились перелома в ходе войны с Японией и высадили экспедиционный корпус в Африке. Американцы участвовали в высадке союзников в Италии, которая привела к её капитуляции уже в 1943 г. В 1945 г. пришла очередь Германии и Японии. В 1944 г. высадкой в Нормандии началось главное вторжение англо-американских войск в континентальную Европу, а в 1945 г. американцы встретились с советскими войсками в центре Германии.
Вскоре после четвёртой подряд победы на президентских выборах 1944 г. президент Рузвельт умер от кровоизлияния в мозг. В апреле 1945 г. его место в Белом доме занял Гарри Трумэн. В основном президент Трумэн продолжал политику Рузвельта, но полностью заменил его администрацию. В августе 1945 г. по его приказу были осуществлены первые в мире атомные бомбардировки Хиросимы и Нагасаки. Через несколько дней Япония капитулировала и была оккупирована американскими войсками под командованием генерала Макартура. Макартур управлял Японией в течение пяти лет, полностью изменив японское правительство, общество и экономику.

### Американский трудовой фронт

#### Экономика

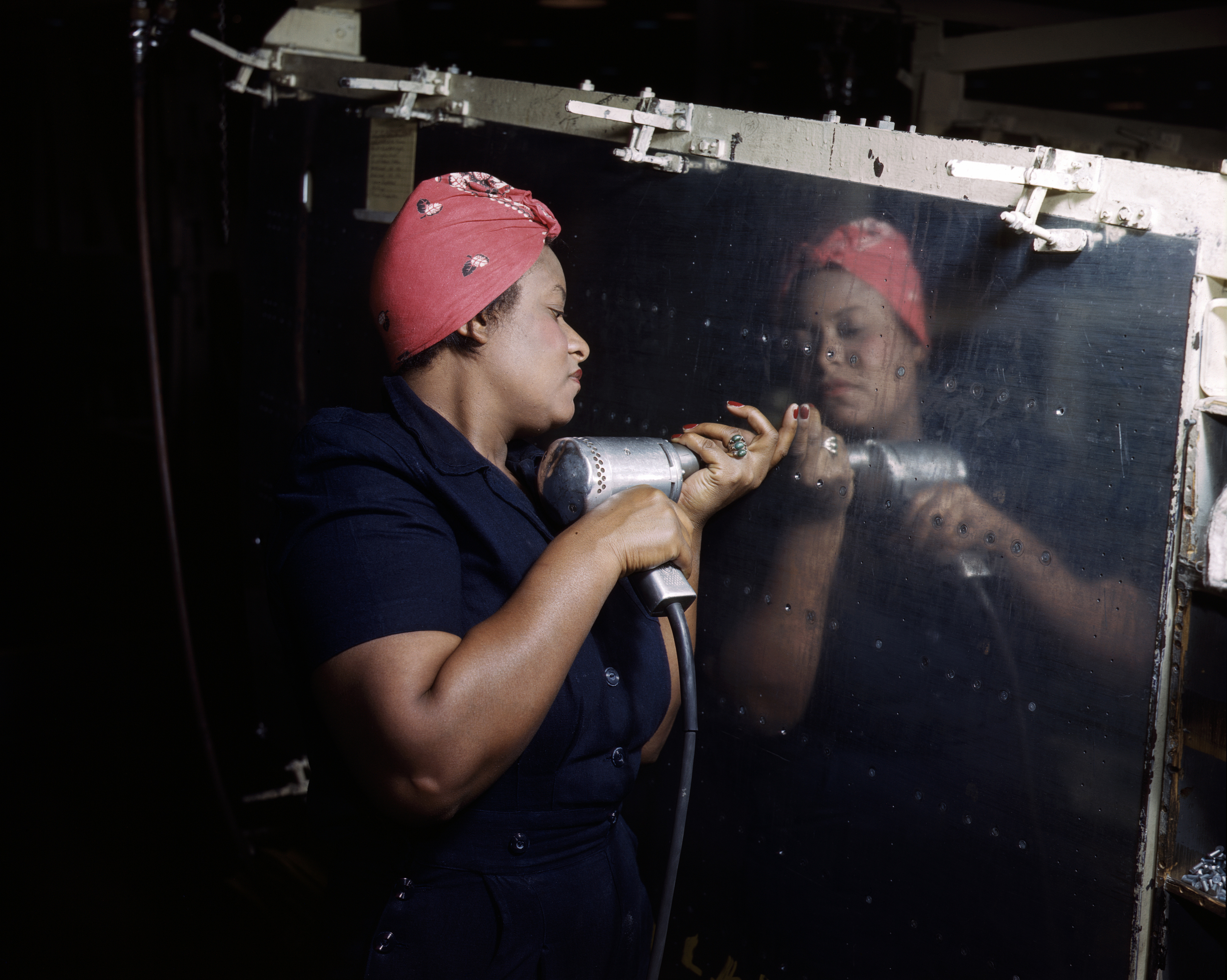
«Клепальщица Рози» работает на сборке бомбардировщика Vultee A-31 Vengeance. Теннесси, 1943 г.

Финансы, промышленная продукция, продовольствие, нефть, передовые технологии и (особенно в 1944-45 гг.) солдаты составляли главный вклад США в победу над фашистской Германией и милитаристской Японией. Благодаря военным заказам, экономика США во время Второй мировой войны вышла из Великой депрессии, её валовой внутренний продукт резко увеличился, и значительная часть продукции экспортировалась за океан. С безработицей было покончено, занятость приближалась к 100 %, миллионы рабочих рук, оставив малопродуктивные отрасли, занялись высокоэффективным трудом, технологии и менеджмент были улучшены, взамен мужчин, ушедших на фронт, в производство пришли их жены, пенсионеры и студенты. Выросла продолжительность рабочего дня и оплата труда, в то время как часы досуга сократились. Люди много работали в силу своего патриотизма, ввиду хорошей заработной платы, а также принимая во внимание то, что такое положение дел имеет временный характер, и по окончании войны все придет в норму. Большинство предметов роскоши стало недоступным, потребление мяса, бензина и одежды было сокращено, жилые кварталы в промышленных районах оказались перенаселены. Тратить деньги на потребление стало трудно, и значительная часть доходов откладывалась для накопления, что стимулировало послевоенный рост экономики и предотвратило возвращение экономической депрессии, когда военные заказы кончились.

#### Рационирование
Чтобы обеспечить американцев (особенно бедных и нуждающихся) гарантированными минимумом самых необходимых товаров и предотвратить инфляцию, в 1942 г. в США было введено рационирование. Первым товаром, который подлежал рационированию, были автомобильные шины, ставшие дефицитным товаром в связи с расстройством международной торговли и поставок натурального каучука. Затем был введён контроль за потреблением бензина, а с 1943 г. только по специальным талонам продавался уже целый ряд товаров: пишущие машинки, сахар, велосипеды, обувь, горючие масла, шёлк, нейлон, кофе, электрические плитки, мясо, сыр, масло, маргарин, консервы, сухофрукты, джемы и др. Производство новых гражданских автомобилей и запасных частей к ним было полностью прекращено.
Каждый гражданин должен был получать распределительные талоны в местных правительственных офисах на себя и всех членов семьи, включая детей. Использование талонов было ограничено во времени, просроченные талоны становились недействительными. Все виды автомобильных гонок и прогулочные поездки были запрещены.

#### Налоги и государственный контроль производства
Налоговое бремя резко возросло. Президент Рузвельт пытался даже провести через Конгресс введение 100 % налога на доход свыше 25 тысяч долларов (в пересчёте на современный курс это свыше 300 тысяч долларов в год), но Конгресс вместо этого повысил налоги на более низкие доходы. В результате за период с 1940 по 1944 гг. количество работающих американцев, обязанных уплачивать федеральные налоги, выросло с 10 % до почти 100 %.

### Миграции населения
Во время войны наблюдалась значительная концентрация населения в индустриальных центрах, особенно на западном побережье. Миллионы жен
военнослужащих последовали за своими мужьями в военные лагеря. Было основано много новых военных баз, особенно на американском Юге. Многие афроамериканцы оставили работу на хлопковых полях и переселились в города. Городское население уплотнилось, в то время как жилищное строительство было приостановлено. Общественный транспорт был переполнен, так как использование личного транспорта было ограничено недостатком бензина. Билеты на пассажирские поезда стали труднодоступны, и в первую очередь их предоставляли военнослужащим в форме, поэтому переезды на большие расстояния были существенно затруднены или невозможны. Миграция афроамериканцев в города породила напряжённость из-за трудностей с жильём и работой. В некоторых городах (Детройт, 1943 г., Лос-Анджелес, 1943 г.) случались стихийные столкновения на расовой или национальной почве, но в целом ситуация оставалась под контролем местных и федеральных властей.

### Интернирование этнических японцев
В 1942 г. военный департамент потребовал выселения с западного побережья США всех представителей национальных меньшинств, принадлежащих к нациям, враждебным по отношению к США. Только в Калифорнии в то время жило 120 тысяч иммигрантов из Японии. Во время вторжения японских войск на Филиппины, в то время принадлежавшие США, проживавшие там этнические японцы помогали атакующим. Поэтому президент Рузвельт подписал приказ о выселении этнических японцев, в том числе рождённых в США и имевших двойное японское и американское гражданство, и помещении их в концентрационные лагеря, где они оставались до 1944 г. В то же время на Гавайях и в других частях страны американцы японского происхождения не были интернированы.

## Конец эпохи
Окончание Второй мировой войны в 1945 г. и образование Организации объединенных наций знаменует конец эпохи. США окончательно отказались от традиционного изоляционизма и приняли на себя новые международные обязательства.
Опасения возвращения после войны экономической депрессии не оправдались. Образовавшиеся в годы войны сбережения американцы вкладывали в новые жилые дома, автомобили, одежду и детей. Начался беби-бум, население США быстро росло. Все многого ожидали от послевоенной эпохи, и Америка встретила её с оптимизмом.